# Табор (Словенија)
Табор (словен. Tabor) је насељено место и седиште истоимене општине Табор у Савињској регији, Словенија.

## Историја
До територијалне реорганизације у Словенији био је у саставу старе општине Жалец.

## Становништво
У попису становништва из 2011. године, Табор је имао 406 становника.
| Број становника према пописима | Број становника према пописима | Број становника према пописима |
| ------------------------------ | ------------------------------ | ------------------------------ |
| 1991                           | 2002                           | 2011                           |
| 305                            | 333                            | 406                            |